# 銀葉蕨
銀葉蕨是一種生長於紐西蘭的蕨類植物。紐西蘭是蕨類植物的寶庫，許多蕨類植物甚至可以生長為樹木大小，銀葉蕨就是其中之一。銀葉蕨因其葉子為白色而成為毛利人的信仰對象，並且也是紐西蘭的象徵之一，是紐西蘭國徽的組成圖案。銀葉蕨高度可達10米以上，但通常匍匐生長。其葉子長度可達4米，而背面呈銀色，因而得名。

## 文化意义

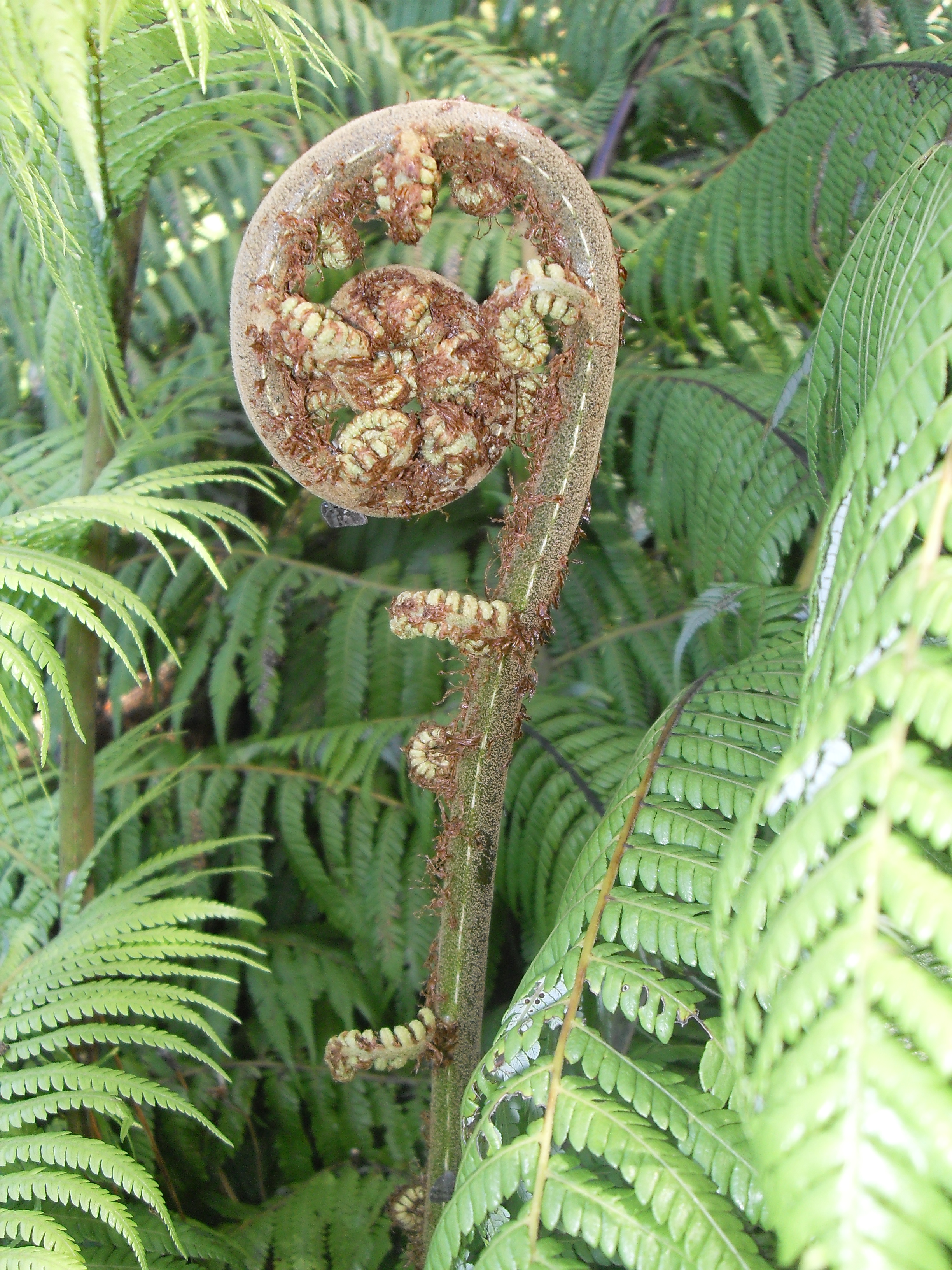
银叶蕨卷曲的嫩蕾

最早采用银叶蕨作为新西兰官方徽章的是新西兰陆军，其历史可以追溯到第二次布尔战争时期。自此，新西兰远征军在两次世界大战中均采用银叶蕨徽章作为象征，英联邦战争墓园中新西兰战殁者的墓碑上也刻有银叶蕨的标志。
1956年启用的新西兰国徽上，银叶蕨成为纹章的基座。新西兰国旗的替代方案例如银叶蕨旗也采用了银叶蕨的图案。2015-2016年举行的新西兰国旗公投中方案也突出了银叶蕨的特点。 政治领域也广泛使用银叶蕨图案，例如新西兰工党即采用其作为党徽。
2009年发行的现行版本新西兰护照采用了新的设计，封面为黑色，封面的正反面在边缘均印有银叶蕨的图案。
银叶蕨最初由新西兰的原住民毛利人发现。根据毛利人的传说，银叶蕨最初生长在海里，毛利人中的猎人会用银叶蕨白色的背面寻找回家的路。当银叶蕨弯曲到某个角度，银叶蕨的叶片会吸收月光，照亮走出森林的道路。
毛利人根据银叶蕨嫩叶卷曲的形状创造了名为“科鲁”的图案。从雕塑到毛利人的官方旗帜，科鲁的图案广泛出现在毛利人的艺术创作中。新西兰的载旗航空公司新西兰航空亦采用科鲁图案的变体作为航空公司的标志。科鲁图案外围的圆形代表永恒运动，而向内的线条象征着回到原点。
银叶蕨已成为新西兰广为人知的象征物，仅次于鹬鸵。然而银叶蕨并不是官方认定的国家象征。

2015-2016年新西兰国旗公投中被否决的银叶蕨旗方案
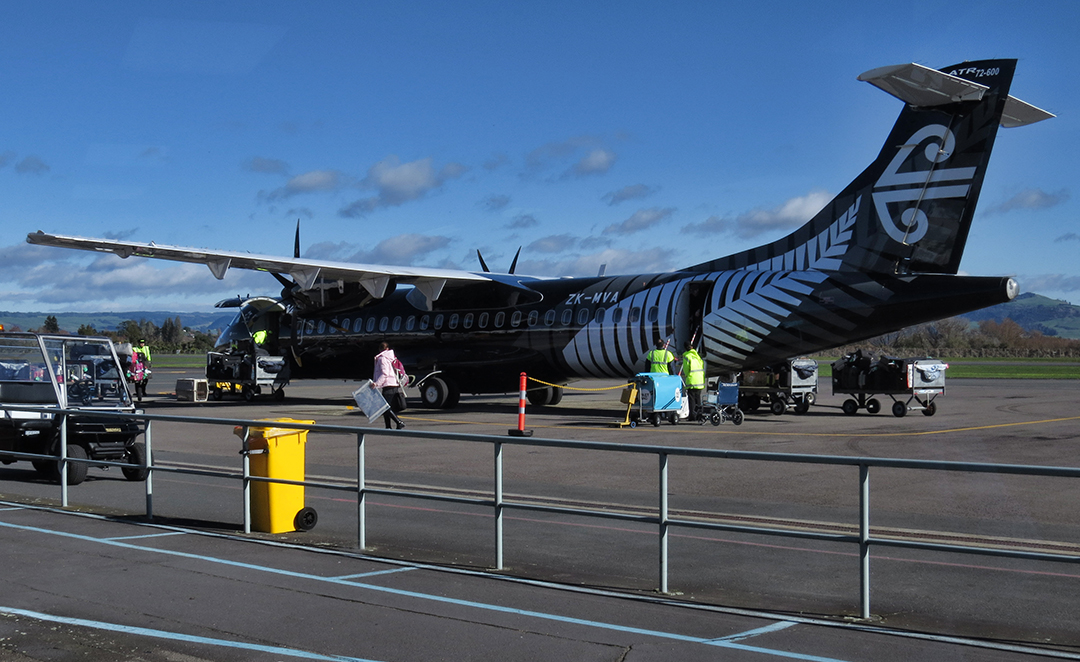
一架新西兰航空的ATR 72-600飞机。飞机涂装为全黑色，尾翼的航空公司标志源于被毛利人称为“科鲁”的银叶蕨卷曲的嫩蕾，机身也绘有银叶蕨图案。
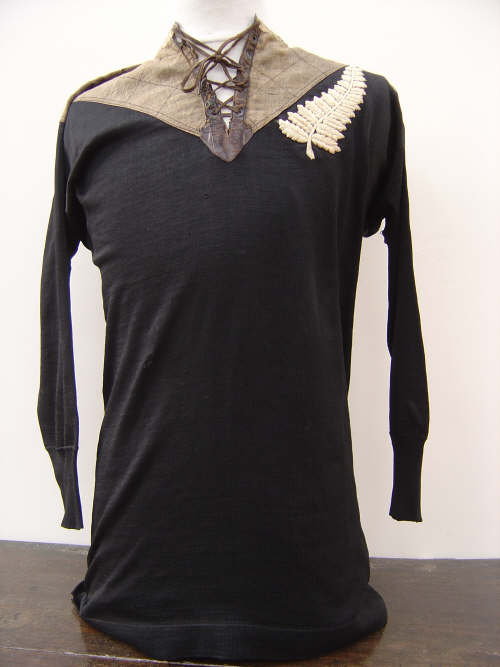
1905年新西兰国家橄榄球队的队服，装饰有银叶蕨图纹。

## 外部連結
- 维基共享资源上的相關多媒體資源：Cyathea dealbata
- The International Plant Names Index: Cyathea dealbata （页面存档备份，存于）